# Солонцовый (Хабаровский край)
Солонцо́вый — посёлок в районе имени Лазо Хабаровского края России. Входит в состав Долминского сельского поселения.

## География
Посёлок Солонцовый стоит на правом берегу реки Катэн, при впадении справа реки Ко.
Дорога к посёлку Солонцовый идёт на юго-восток от посёлка Долми вверх по реке Матай, через горный перевал, расстояние около 50 км.
Расстояние до автотрассы Хабаровск — Комсомольск-на-Амуре (в окрестностях села Князе-Волконское) около 190 км. Расстояние до трассы «Уссури» у села Дормидонтовка Вяземского района (через Капитоновку Вяземского района) около 125 км.
Расстояние до районного центра Переяславка (через Георгиевку) около 160 км.

## Население
| 1992 | 2002 | 2010 | 2011 | 2012 | 2021 |
| ---- | ---- | ---- | ---- | ---- | ---- |
| 562  | ↘382 | ↘337 | →337 | ↘328 | ↘182 |

## Улицы
| - ул. Гаражная, - ул. Кафэнская, - ул. Набережная, | - ул. Новая, - ул. Почтовая, - ул. Строительная, | - ул. Торговая, - ул. Центральная, - ул. Школьная. |

## Экономика
Предприятия, занимающиеся заготовкой и переработкой леса.